# Лейди Бърд
„Лейди Бърд“ (на английски: Lady Bird) е комедийна мелодрама от 2017 година на режисьора Грета Гъруиг.

## Сюжет
Внимание:  Текстът по-долу разкрива сюжета на произведението (или части от него)!
През 2002 г. Кристина „Лейди Бърд“ Макферсън е ученичка в католическата гимназия в Сакраменто. Тя мечтае да продължи обучението си в някой престижен колеж на източното крайбрежие на Съединените щати, но семейството ѝ не може да помогне на Кристина. Бащата на момичето остана безработен, а майка ѝ, медицинска сестра, печели малко. За да спечели пари за обучението си, Кристина започва работа в кафене, където среща Кайл, първият красив и популярен ученик в училището за момчета, и в живота ѝ започват големи промени...

## Актьорски състав
| Актьор                    | Роля                                                                                      |
| ------------------------- | ----------------------------------------------------------------------------------------- |
| Сърша Ронан               | Кристин „Лейди Бърд“ Макферсън – възпитаничка на католическо училище в Калифорния         |
| Лори Меткалф              | Марион Макферсън – майката на Кристин                                                     |
| Трейси Летс               | Лари Макферсън – бащата на Кристин                                                        |
| Лукас Хеджис              | Даниел „Дани“ О'Нийл – възпитаник на католическо училище, гаджето на Кристина             |
| Тимъти Шаламе             | Кайл Шайбле – популярен възпитаник на католическо училище                                 |
| Бини Фелдщайн             | Джулиан „Джули“ Стефанс – възпитаничка на католическо училище, нова приятелка на Кристина |
| Лоис Смит                 | сестра Сара Джоан – монахиня, учителка на католическо училище                             |
| Стивън Маккинли Хендерсън | свещеник Левиач                                                                           |
| Одея Ръш                  | Джена Уолтън – възпитаничка на католическо училище, старата приятелка на Кристина         |
| Джордан Родригес          | Мигел Макферсън                                                                           |
| Мариел Скот               | Шели Юхан                                                                                 |
| Джейк Макдорман           | г-н Бруно                                                                                 |
| Джон Карна                | Грег Анру                                                                                 |
| Бейн Гиби                 | Кейси Кели                                                                                |
| Лаура Марано              | Даяна Грийнуей                                                                            |
| Анди Бъкли                | Мат                                                                                       |
| Катрин Нютън              | Дарлийн Бел                                                                               |
| Даниел Зовато             | Джона Руис                                                                                |